# بازی‌های میهن‌پرستانه (فیلم)
بازی پاتریوت یا بازی‌های میهن‌پرستانه (به انگلیسی: Patriot Games) یک فیلم اکشن و دلهره‌آور آمریکایی محصول ۱۹۹۲ به کارگردانی فیلیپ نویس و بر اساس رمانی به همین نام اثر تام کلنسی است که در سال ۱۹۸۷ منتشر شد. این فیلم دنباله‌ای بر فیلم شکار برای اکتبر سرخ محصول ۱۹۹۰ است، اما با بازیگران مختلف در نقش‌های اصلی، همچون هریسون فورد، آن آرچر، پاتریک برگین، شان بین، تورا برچ، جیمز ارل جونز، جیمز فاکس، ریچارد هریس، ساموئل ال. جکسون، الن گیر، پالی واکر، جی ای فریمن، الکس نورتون، هیو فریزر، الون آرمسترانگ، دیوید ترلفال و اندرو کانلی ایفای نقش کرده‌اند.
این فیلم در ۵ ژوئن ۱۹۹۲ در سینماهای ایالات متحده اکران شد و دو هفته به عنوان فیلم شماره ۱ سپری کرد و ۱۷۸٫۰۵۱٫۵۸۷ دلار در سراسر جهان در گیشه فروش کرد. این فیلم با استقبال متفاوتی از سوی منتقدان مواجه شد، با بحث‌هایی که به دلیل تغییر در منبع اصلی و به تصویر کشیدن فیلم از درگیری ایرلند شمالی به وجود آمد. در طول تولید، کلنسی نیز بارها نارضایتی خود را از اقتباس ابراز کرد.

## داستان
تحلیل گر سابق سیا، «جک رایان» (فورد) که همراه همسر و دخترش برای تعطیلات به لندن رفته، در جریان یک درگیری خیابانی یکی از تروریست‌های ارتش آزادیبخش ایرلند را به قتل می‌رساند و پس از بازگشت به آمریکا، هدف انتقام سازمان قرار می‌گیرد.

## تولید
فیلمبرداری در ۲ نوامبر ۱۹۹۱ آغاز شد. بودجه در ابتدا ۲۸ میلیون دلار بود، اما توسط براندون تارتیکوف به ۴۰ میلیون دلار افزایش یافت. فیلم در محل در مناطق اطراف لندن، در کالج نیروی دریایی سلطنتی، گرینویچ، و در استودیو پین‌وود فیلمبرداری شد. صحنه‌ها نیز در آکادمی نیروی دریایی ایالات متحده در آناپولیس، مریلند فیلمبرداری شد.

## بازخوردها
علیرغم دریافت نقدهای کلی مثبت، فیلم در طول اکرانش جنجال برانگیخت، از تام کلنسی که فیلم را انکار کرد، تا منتقدانی که شکایت داشتند این فیلم بسیار متفاوت از کتاب است.
در متاکریتیک بر اساس ۲۳ بررسی، میانگین امتیاز ۶۴ از ۱۰۰ را محاسبه کرد که نشان‌دهنده «بررسی‌های عموماً مطلوب» است. تماشاگران در نظرسنجی سینماسکور به فیلم نمره متوسط "A-" در مقیاس A + تا F دادند.